# Памятник Ломоносову (Архангельск)
Па́мятник Ломоно́сову в Архангельске (Набережная Северной Двины, территория у Северного Арктического федерального университета имени М. В. Ломоносова, д. 17) — первый памятник русскому учёному-энциклопедисту Михаилу Васильевичу Ломоносову (1711—1765). Создан И. П. Мартосом в 1829 году на средства, собранные народом по всероссийской подписке, открыт в 1832 году. Памятник монументального искусства федеральной категории охраны.

## Описание памятника
Памятник выполнен в стиле позднего классицизма. Он представляет собой бронзовую скульптуру на цилиндрическом постаменте из розового полированного гранита со вкраплениями серого цвета, с высоким цоколем и профилированным карнизом. С лицевой (южной) стороны постамента выгравирована надпись «ЛОМОНОСОВЪ 1829 ГОДА», с тыльной — «ПЕРЕНЕСЕН 1867 ГОДА — и 1930 г.» Постамент покоится на двухступенчатом пьедестале, сложенном из серых гранитных блоков.
Собственно памятник состоит из двух фигур — стоящего Ломоносова в ниспадающей римской тоге и подающего ему лиру обнажённого крылатого гения, опустившегося на левое колено. Обе фигуры расположены на выпуклом полусферическом основании, представляющем собой северную часть земного шара. На лире вырезаны буквы Е и П — вензель императрицы Елизаветы Петровны. На сферическом основании имеются надписи: с тыльной части памятника — «ПРОИЗВОДИТЕЛЬ Г. ДѢИСТВ. СТАТ. СОВѢТ. И. П. МАРТОСЪ ЛѢТА 1829 ГОДА», с лицевой стороны — «ХОЛМОГОРЫ».
Памятник М. В. Ломоносову по постановлению Совета Министров РСФСР от 30 августа 1960 года № 1327 был включён в Список памятников искусства, подлежащих охране как памятники государственного значения.

## История памятника

### Инициация проекта
Проект сооружения памятника Михаилу Ломоносову был инициирован в 1825 году епископом Архангельским и Холмогорским Неофитом (Докучаевым) и поддержан архангельским генерал-губернатором адмиралом С. И. Миницковым. За несколько дней они собрали по предварительной подписке в Архангельске более 2 тыс. рублей (в том числе сам Миницков пожертвовал 200 руб.), однако, зная, что сооружение памятника потребует значительно бо́льших расходов, решили ходатайствовать через министра народного просвещения А. С. Шишкова перед императором Александром I о проведении всероссийской подписки. В марте 1825 года император одобрил это ходатайство. Объявление о подписке было напечатано в «Санкт-Петербургских ведомостях».

### Всероссийская подписка
Свои пожертвования на создание памятника Ломоносову внесли Императорская академия наук (1000 руб.), чины 2-й армии графа Витгенштейна (1000 руб.), чины отдельного корпуса внутренней стражи (1584 руб.), чины морского ведомства (897 руб.), чины Казанского учебного округа (876 руб.), чины Санкт-Петербургского университета (200 руб.), графы Д. И. Хвостов (3345 руб.), С. И. Воронцов (2000 руб.), Н. С. Мордвинов (200 руб.), В. Г. Орлов (500 руб.), Н. П. Румянцев (500 руб.), С. П. Румянцев (300 руб.), Д. Н. Шереметев (300 руб.), С. С. Уваров (200 руб.), князья С. М. Голицын (200 руб.), Д. В. Голицын (100 руб.), Ю. В. Долгоруков (100 руб.), московский предводитель дворянства П. Х. Обольянинов (100 руб.), генерал-адъютанты В. В. Левашов (100 руб.), И. Ф. Паскевич (100 руб.) и А. А. Закревский (100 руб.), митрополит Киевский Евгений (545 руб.), епископ Харьковский Виталий (300 руб.), Санкт-Петербургское купечество (1000 руб.), архангельские купцы Амосов, Брант и Грель (600 руб.), Архангельское мещанское общество (300 руб.) и простые мещане, крестьяне, купцы и священники. Внучка Ломоносова — Софья Алексеевна Раевская прислала тысячу рублей, однако по её просьбе это пожертвование было указано в документах как пришедшее «от неизвестной знатной особы». Наиболее крупное пожертвование — 5000 рублей — было сделано Николаем I. Подписка, продолжавшаяся десять лет, до 1835 года, принесла в общей сложности 53 395 рублей 3,5 копейки. Большой вклад в организацию подписки и сооружения памятника внёс поэт и сановник Д. И. Хвостов, постоянно привлекавший жертвователей из петербургского высшего общества и помогавший своим влиянием устранять различные бюрократические проволочки.

### Создание проекта и модели
Проект памятника составил ректор Академии художеств — Иван Мартос. О своём памятнике он писал:

Идею для составления моего монумента подала мне мысль, почитаемая лучшим творением Ломоносова, ода одиннадцатая «Вечернее размышление о божием величестве при случае великого северного сияния». Ломоносов представлен мною на северном полушарии для означения того, что он есть северный поэт. На полушарии выгравировано имя Холмогор, место его рождения. Положение фигуры выражает изумление, которым поражён он, взирая на великое северное сияние. В восторге духа своего поэт принимает лиру, подносимую гением поэзии… Вензелевое на лире имя государыни императрицы Елисаветы Петровны означает, что Ломоносов был певец счастливого её царствования. Вышина стоящей фигуры Ломоносова 3 аршина 2 вершка; фигура гения в натуральную величину, а пьедестал в пропорцию против группы. 
Вся сумма, необходимая для изготовления памятника с пьедесталом и его установки (за исключением доставки из Санкт-Петербурга в Архангельск), была определена Мартосом в 46 000 рублей (для сравнения, за изготовление памятника Ришельё в Одессе Мартос назначил цену 50 000 рублей). Он начал работу задолго до сбора полной суммы, опасаясь, что возраст не позволит ему закончить памятник. Проект и рисунок памятника был одобрен в марте 1826 года уже новым императором, Николаем I. К апрелю 1828 года Мартос закончил ваяние алебастровой модели памятника в натуральную величину.

### Изготовление монумента
Немедленно после изготовления модели Мартос приступил к отливке из бронзы самого монумента, которая была завершена к январю 1829 года. Отливку выполнил лучший литейщик Академии художеств В. П. Екимов (Якимов) в мае 1829 года. С алебастровой модели была сделана и пущена в продажу гравюра; средства от её продажи также поступали в фонд подписки. Сама модель была выставлена в мастерской скульптора для обозрения публики. Посетители, осматривавшие модель, часто высказывали сожаление, что памятник изготавливается не для Петербурга.
Пьедестал был выполнен из гранита, привезённого из Финляндии.
Памятник вместе с пьедесталом до июня 1830 года (более 14 месяцев) лежал в частном дворе по набережной Фонтанки в Петербурге, поскольку по распоряжению императора он должен был быть отправлен в Архангельск бесплатно как попутный груз на военном судне, однако морской министр адмирал А. В. Моллер не находил возможности для такой отправки. Доставка в Архангельск на лошадях груза массой около 1500 пудов (24 тонны) могла обойтись в 6—7 тысяч рублей, причём памятник при этом мог быть повреждён, а аренда места для хранения памятника в Петербурге обходилась в 35 рублей ежемесячно.

### Доставка в Архангельск
Дело сдвинулось с мёртвой точки только после усиленных хлопот со стороны архангельского военного губернатора. 17 июня 1830 четыре ящика с частями памятника и пьедестал были перевезены в Кронштадт и погружены на транспорт «Двина», отправлявшийся под командованием капитана 2-го ранга Полторацкого в Архангельск.
В сентябре 1830 года памятник прибыл из Кронштадта в Архангельск.

### Выбор места
Император Николай I собственноручно указал место расположения памятника на плане города — возле кафедрального собора. Памятник сейчас перенесён, прежнее его место находится вблизи ныне существующего маленького фонтанчика в Петровском парке (ранее Гагаринский сквер), ближе к Воскресенской улице.
29 сентября 1830 года губернское правление заключило контракт с архангельским купцом Фёдором Ермолиным, который обязывался до 22 октября отрыть котлован, вбить 81 сваю из сосновых брёвен длиной 3 сажени 6 вершков, сложить по рисунку фундамент ступенями из бутового камня с кирпичом и песком с известью и утрамбовать землю, а затем под наблюдением и по указаниям инженер-подполковника барона Плотто установить подмостки, пьедестал и памятник.

### Открытие монумента
Открытие памятника назначили на лето 1831 года, однако Архангельск охватила эпидемия холеры и открытие памятника отложили ещё на год, поскольку карантинные условия не позволяли устраивать большое скопление народа, и торжества были явно несвоевременны, учитывая, что десятая часть населения города стала жертвой этой эпидемии. Военный губернатор адмирал Р. Р. Галл в августе 1831 года писал:

…постигшее нас бедствие… поставило город с самых почти первых дней весны в столь опасное положение, что даже мысль о торжестве довольно долгое время никому из жителей доступна, кажется не была.
25 июня 1832 года состоялось торжественное открытие памятника, которое было приурочено ко дню рождения Николая I. На открытии в речах губернатора, архиерея, директора гимназии восхвалялся царь, и очень мало, как бы между прочим — Ломоносов. Для избранных дам и господ городской голова дал парадный завтрак, остальная публика до позднего вечера гуляла по Троицкому проспекту. На открытии памятника присутствовали немногочисленные родственники М. В. Ломоносова, епископ Архангельский и Холмогорский Георгий, архангельский военный губернатор адмирал Р. Р. Галл и другие лица.

### Последующие изменения
От собранной суммы после всех расходов осталось 2673 руб. 98 коп. За большую часть из оставшихся денег (2250 руб.) в 1835 году была заказана чугунная ограда вокруг памятника, хотя по замыслу Мартоса ограда не предусматривалась. Решётка массой 228 пудов 21½ фунта была отлита на Александровском сталелитейном заводе в Петербурге в 1835 году по чертежу архитектора Академии художеств Масленникова. Доставка была оплачена Санкт-Петербургским купеческим обществом. Ограда, доставленная в Архангельск 6 февраля 1837 года, состояла из чугунной решётки из 12 звеньев (64 пуд. 10 фун.) и 12 колонн для решётки (51 пуд. 20 фун.). В настоящее время ограда вокруг памятника утрачена.
Место, выбранное императором на карте города (и названное Ломоносовским лугом), оказалось неудачным, болотистым. За первые четыре года памятник просел в почву на пять с половиной футов (1,65 м). По проекту архангельского губернского архитектора Подьякова в 1837—1838 году каменный фундамент укрепили, но оставили на прежнем месте. Хотя смета на укрепление фундамента составила 2500 руб., но подрядчик — архангельский купец Иван Окулов — согласился выполнить все работы за оставшуюся от подписки сумму в 423 руб. 98 коп., получив взамен благодарность от министра внутренних дел.

### Переносы памятника
По высказанному во время празднования 100-летия памяти Ломоносова (1865) предложению П. П. Чубинского, служившего в то время секретарём губстаткомитета, по ходатайству архангельского губернатора кн. С. П. Гагарина и с разрешения Александра II памятник в 1867 году был перенесён к зданию губернаторских присутственных мест, на 150 саженей к северу, и вновь торжественно открыт и освящён 1 сентября 1867 года.
В 1930 году памятник вновь перенесён и установлен у здания Архангельского лесотехнического института (в настоящее время — Северный (Арктический) федеральный университет имени М. В. Ломоносова), а на его прежнем месте поставлен Обелиск Севера.

### Современное состояние
В 1942 году в фасад здания АЛТИ попала немецкая тяжёлая фугасная бомба; предполагается, что от этого взрыва пострадал и памятник.
В конце XX века при обследовании памятника были выявлены трещины. Они были заварены методом холодной сварки. Были обнаружены также следы прежнего ремонта, выполненного в конце XIX — начале XX века методом пайки твёрдым припоем. В результате обследований в 2007—2010 гг. сделано заключение о необходимости капитального ремонта памятника и постамента.
В 2011 году памятник сняли с постамента и перевезли в Лесотехнический колледж им. Императора Петра I. Реставраторы из компании «Первые Петергофские реставрационные мастерские», выигравшей тендер на эти работы, в течение 4 недель выполнили ремонт памятника. Раскрытые швы скульптуры были расчищены и укреплены. Поверхность покрыта слоем искусственной патины. Постамент был отреставрирован на месте: верхняя часть постамента из красного гранита отполирована, швы раскрыты и вычищены, надписи на постаменте покрыты сусальным золотом. Памятник был вновь установлен на постаменте 18 мая 2011 года, а 27 мая состоялось его торжественное открытие.
- Памятник Ломоносову у Губернских присутственных мест, 1867
- Памятник Ломоносову возле АЛТИ, 1934
- Памятник на фоне главного корпуса САФУ